# Сулейман II
Сулейма́н II (осман. سليمان ثانى‎ / Süleymân-ı sânî, тур. İkinci Süleyman) (15 апреля 1642[…], Константинополь — 22 июня 1691, Эдирне) — 20-й султан Османской империи (1687—1691). Перед вступлением на престол более 39 лет провёл в кафесе (специальном помещении, изолированном от внешнего мира; своего рода комфортабельная дворцовая тюрьма), занимался переписью и украшениями Коранов. Во время своего правления практически не занимался государственными делами и всё время просил разрешения вернуться в кафес.

## Биография
Сын султана Ибрагима I Безумного, младший брат султана Мехмеда IV. В возрасте 6 лет, с началом правления своего брата, был изолирован в кафесе по обычаю османской правящей династии. Провёл в заключении более 39 лет. Освобождён после свержения Мехмеда IV мятежными янычарами. Вступил на престол в 1687 году. При этом перед вступлением на трон Сулейман опасался, что его предадут казни. 
После этого великий визирь Сиявуш-паша приказал сместить с должности главнокомандующего янычар и назначить на его место другого человека, но известие о том, что главарь мятежных янычар убит, еще больше разгорячило военных, и в отместку они убили своего нового командующего. Понимая, что великий визирь не в состоянии предпринять энергичные действия, они стали искать другого козла отпущения, на которого могли бы излить свое недовольство, и нашли его в лице Фазыла Мустафа-паши Кёпрюлю, которого они обвинили в неоднократных попытках восстановить порядок. Но вскоре великим визирем был назначен Исмаил-паша, который стал преемником Фазыла Мустафа-паши на посту заместителя великого визиря, когда тот вернулся в район пролива Дарданеллы. Были заменены шейх аль-ислам Фейзулла-эфенди и другие ведущие священнослужители, которые во время мятежа сыграли весьма жалкую роль. На этом, в середине апреля, и закончился мятеж.
В то время военная экономика Османской империи находилась в беспорядочном состоянии: в условиях, когда оставалось совсем немного времени до начала кампании 1688 года, а перспектива заключить мир была невелика, у правительства не осталось достаточно времени для того, чтобы найти хорошо продуманное решение проблемы нехватки живой силы, необходимой для ведения боевых действий на широком фронте. Как и во время недавнего мятежа, когда вся действующая армия, оставив без внимания приказы, покинула фронт и направилась в Стамбул, продолжались бесчисленные случаи полного нарушения воинской дисциплины, когда султанские полки, казалось, угрожают самому существованию господствующего порядка, как это было, когда они погрузили Стамбул в пучину продолжавшихся несколько недель беспорядков. Более того, система вознаграждений кавалеристов из провинций земельными наделами, при том условии, что они примут участие в боевых действиях вместе со своими слугами, уже не отвечала требованиям к обороне империи. На самом деле, для достижения каких бы то ни было практических целей этот институт уже давно перестал быть эффективным.
Сулейман был очень религиозным человеком и проводил время в молитвах, а государственными делами занимались великие визири, наиболее видным из которых был Фазыл Мустафа Кёпрюлю (с 1689). 
Продолжалась война со Священной лигой, причем Габсбурги пытались заключить мир с Османской империей. Сами австрийские войска взяли Белград, оставленный  Йегеном Османом-пашой, в 1688, а затем оккупировали Боснию. Начиная с 1689, наступление австрийских войск было остановлено, в 1690 турки взяли Оршову и Белград. 
Сулейман II скончался от водянки сердца 22 июня 1691 года.